# Papiss Cissé
Papiss Demba Cissé (sinh ngày 3 tháng 6 năm 1985) là cựu cầu thủ bóng đá người Sénégal chơi ở vị trí tiền đạo. Anh từng thi đấu cho Đội tuyển bóng đá quốc gia Senegal.
Khi còn chơi cho SC Freiburg, anh từng giữ kỷ lục ghi nhiều bàn thắng nhất bởi một cầu thủ Châu Phi ở giải đấu Bundesliga với 22 bàn thắng trong mùa giải 2010–11. Cũng trong mùa giải đó, Cissé đã giành được giải thưởng EFFIFU vì là tiền đạo hiệu quả nhất giải đấu.
Thi đấu quốc tế chính thức kể từ năm 2009, Cissé đã có hơn 30 lần khoác áo Sénégal và chơi cho đội tuyển quốc gia này tại Cúp bóng đá châu Phi 2012 và 2015.

## Thống kê sự nghiệp

### Câu lạc bộ
Tính đến 1 tháng 4 năm 2023.

-

| Câu lạc bộ          | Mùa giải            | Giải đấu             | Giải đấu | Giải đấu  | Cúp quốc gia | Cúp quốc gia | League cup | League cup | Châu lục | Châu lục  | Tổng cộng | Tổng cộng |
| Câu lạc bộ          | Mùa giải            | Giải đấu             | Số trận  | Bàn thắng | Số trận      | Bàn thắng    | Số trận    | Bàn thắng  | Số trận  | Bàn thắng | Số trận   | Bàn thắng |
| ------------------- | ------------------- | -------------------- | -------- | --------- | ------------ | ------------ | ---------- | ---------- | -------- | --------- | --------- | --------- |
| Metz                | 2005–06             | Ligue 1              | 1        | 0         | 0            | 0            | 0          | 0          | –        | –         | 1         | 0         |
| Metz                | 2006–07             | Ligue 2              | 32       | 12        | 2            | 0            | 1          | 0          | –        | –         | 35        | 12        |
| Metz                | 2007–08             | Ligue 1              | 9        | 0         | 0            | 0            | 0          | 0          | –        | –         | 9         | 0         |
| Metz                | 2008–09             | Ligue 2              | 37       | 16        | 0            | 0            | 1          | 0          | –        | –         | 38        | 16        |
| Metz                | 2009–10             | Ligue 2              | 16       | 8         | 2            | 1            | 3          | 1          | –        | –         | 21        | 10        |
| Metz                | Tổng cộng           | Tổng cộng            | 95       | 36        | 4            | 1            | 5          | 1          | –        | –         | 104       | 38        |
| AS Cherbourg (mượn) | 2005–06             | Championnat National | 28       | 11        | 0            | 0            | 0          | 0          | –        | –         | 28        | 11        |
| Châteauroux (mượn)  | 2007–08             | Ligue 2              | 15       | 4         | 0            | 0            | 0          | 0          | –        | –         | 15        | 4         |
| SC Freiburg         | 2009–10             | Bundesliga           | 16       | 6         | 0            | 0            | –          | –          | –        | –         | 16        | 6         |
| SC Freiburg         | 2010–11             | Bundesliga           | 32       | 22        | 2            | 2            | –          | –          | –        | –         | 34        | 24        |
| SC Freiburg         | 2011–12             | Bundesliga           | 17       | 9         | 0            | 0            | –          | –          | –        | –         | 17        | 9         |
| SC Freiburg         | Tổng cộng           | Tổng cộng            | 65       | 37        | 2            | 2            | –          | –          | –        | –         | 67        | 39        |
| Newcastle United    | 2011–12             | Premier League       | 14       | 13        | 0            | 0            | –          | –          | –        | –         | 14        | 13        |
| Newcastle United    | 2012–13             | Premier League       | 36       | 8         | 0            | 0            | 1          | 1          | 10       | 4         | 47        | 13        |
| Newcastle United    | 2013–14             | Premier League       | 24       | 2         | 1            | 1            | 2          | 1          | –        | –         | 27        | 4         |
| Newcastle United    | 2014–15             | Premier League       | 22       | 11        | 0            | 0            | 0          | 0          | –        | –         | 22        | 11        |
| Newcastle United    | 2015–16             | Premier League       | 21       | 3         | 0            | 0            | 0          | 0          | –        | –         | 21        | 3         |
| Newcastle United    | Tổng cộng           | Tổng cộng            | 117      | 37        | 1            | 1            | 3          | 2          | 10       | 4         | 131       | 44        |
| Shandong Luneng     | 2016                | Chinese Super League | 13       | 5         | 0            | 0            | –          | –          | –        | –         | 13        | 5         |
| Shandong Luneng     | 2017                | Chinese Super League | 18       | 11        | 2            | 0            | –          | –          | –        | –         | 20        | 11        |
| Shandong Luneng     | 2018                | Chinese Super League | 0        | 0         | 1            | 2            | –          | –          | –        | –         | 1         | 2         |
| Shandong Luneng     | Tổng cộng           | Tổng cộng            | 31       | 16        | 3            | 2            | –          | –          | –        | –         | 34        | 18        |
| Alanyaspor          | 2018–19             | Süper Lig            | 26       | 16        | 1            | 0            | –          | –          | –        | –         | 27        | 16        |
| Alanyaspor          | 2019–20             | Süper Lig            | 32       | 22        | 5            | 4            | –          | –          | –        | –         | 37        | 26        |
| Alanyaspor          | Tổng cộng           | Tổng cộng            | 58       | 38        | 6            | 4            | –          | –          | –        | –         | 64        | 42        |
| Fenerbahçe          | 2020–21             | Süper Lig            | 25       | 5         | 3            | 0            | –          | –          | –        | –         | 28        | 5         |
| Çaykur Rizespor     | 2021–22             | Süper Lig            | 14       | 2         | 0            | 0            | –          | –          | –        | –         | 14        | 2         |
| Amiens              | 2022–23             | Ligue 2              | 30       | 10        | 2            | 3            | –          | –          | –        | –         | 32        | 13        |
| Tổng cộng sự nghiệp | Tổng cộng sự nghiệp | Tổng cộng sự nghiệp  | 478      | 196       | 21           | 13           | 8          | 3          | 10       | 4         | 517       | 216       |

1. ↑  Bao gồm Coupe de France, DFB-Pokal, FA Cup, Chinese FA Cup, Turkish Cup
2. ↑  Bao gồm Coupe de la Ligue, EFL Cup
3. ↑  Số trận ở UEFA Europa League

### Bàn thắng quốc tế
Tỷ số và kết quả liệt kê bàn thắng của Senegal trước, cột tỷ số biểu thị tỷ số sau mỗi bàn thắng của Cissé.
| Số thứ tự | Ngày                 | Sân vận động                                         | Đối thủ     | Tỷ số | Kết quả | Giải đấu                                     | Ref.   |
| --------- | -------------------- | ---------------------------------------------------- | ----------- | ----- | ------- | -------------------------------------------- | ------ |
| 1         | 1 tháng 4 năm 2009   | Azadi Stadium, Tehran, Iran                          | Iran        | 1-1   | 1-1     | Giao hữu                                     | [ 5 ]  |
| 2         | 12 tháng 8 năm 2009  | Allées Jean Leroi Municipal Stadium, Blois, Pháp     | CHDC Congo  | 1-0   | 2-1     | Giao hữu                                     | [ 6 ]  |
| 3         | 12 tháng 8 năm 2009  | Allées Jean Leroi Municipal Stadium, Blois, Pháp     | CHDC Congo  | 2-0   | 2-1     | Giao hữu                                     | [ 6 ]  |
| 4         | 9 tháng 10 năm 2010  | Stade Léopold Sédar Senghor, Dakar, Senegal          | Mauritius   | 1-0   | 7-0     | Vòng loại Cúp bóng đá Châu Phi 2012          | [ 7 ]  |
| 5         | 9 tháng 10 năm 2010  | Stade Léopold Sédar Senghor, Dakar, Senegal          | Mauritius   | 3-0   | 7-0     | Vòng loại Cúp bóng đá Châu Phi 2012          | [ 7 ]  |
| 6         | 9 tháng 10 năm 2010  | Stade Léopold Sédar Senghor, Dakar, Senegal          | Mauritius   | 6-0   | 7-0     | Vòng loại Cúp bóng đá Châu Phi 2012          | [ 7 ]  |
| 7         | 17 tháng 11 năm 2010 | Parc des Sports Michel Hidalgo, Sannois, Pháp        | Gabon       | 1-1   | 2-1     | Giao hữu                                     | [ 8 ]  |
| 8         | 9 tháng 2 năm 2011   | Stade Léopold Sédar Senghor, Dakar, Senegal          | Guinée      | 1-0   | 3-0     | Giao hữu                                     | [ 9 ]  |
| 9         | 9 tháng 10 năm 2011  | Anjalay Stadium, Belle Vue Harel, Mauritius          | Mauritius   | 2-0   | 2-0     | Vòng loại Cúp bóng đá Châu Phi 2012          | [ 10 ] |
| 10        | 15 tháng 1 năm 2012  | Stade Léopold Sédar Senghor, Dakar, Senegal          | Kenya       | 1-0   | 1-0     | Giao hữu                                     | [ 11 ] |
| 11        | 9 tháng 6 năm 2012   | Mandela National Stadium, Kira Town, Uganda          | Uganda      | 1-0   | 1-1     | Vòng loại Giải vô địch bóng đá thế giới 2014 | [ 12 ] |
| 12        | 8 tháng 9 năm 2012   | Felix Houphouet Boigny Stadium, Abidjan, Bờ Biển Ngà | Bờ Biển Ngà | 2-1   | 2-4     | Vòng loại Cúp bóng đá Châu Phi 2012          | [ 13 ] |
| 13        | 7 tháng 6 năm 2013   | Estádio 11 de Novembro, Talatona, Angola             | Angola      | 1-0   | 1-1     | Vòng loại Giải vô địch bóng đá thế giới 2014 | [ 14 ] |
| 14        | 16 tháng 6 năm 2013  | Antoinette Tubman Stadium, Monrovia, Liberia         | Liberia     | 1-0   | 2-0     | Vòng loại Giải vô địch bóng đá thế giới 2014 | [ 15 ] |
| 15        | 16 tháng 6 năm 2013  | Antoinette Tubman Stadium, Monrovia, Liberia         | Liberia     | 2-0   | 2-0     | Vòng loại Giải vô địch bóng đá thế giới 2014 | [ 15 ] |
| 16        | 12 tháng 10 năm 2013 | Felix Houphouet Boigny Stadium, Abidjan, Bờ Biển Ngà | Bờ Biển Ngà | 1-3   | 1-3     | Vòng loại Giải vô địch bóng đá thế giới 2014 | [ 16 ] |
| 17        | 19 tháng 11 năm 2014 | Stade Léopold Sédar Senghor, Dakar, Senegal          | Botswana    | 2-0   | 3-0     | Vòng loại Cúp bóng đá Châu Phi 2015          | [ 17 ] |

## Danh hiệu
FC Metz
- Ligue 2: 2006-07